# Joseph Happart
Joseph Happart, né à Liège le 9 mai 1929 et mort à Liège le 21 août 2007, est un joueur de football international belge. Il évoluait au poste de défenseur.

## Biographie

### En club
Avec le Standard de Liège, Joseph Happart remporte la Coupe de Belgique en 1954 et le titre de champion de Belgique en 1958. Il réalise l'essentiel de sa carrière au Standard de Liège, de 1947 à 1960, équipe avec laquelle il joue 299 matchs et inscrit 1 but.
Il part ensuite à la Royale Entente Sportive Jamboise, qui vient de monter en division 3, où il terminera sa carrière en 1966.

### En équipe nationale
Joseph Happart est convoqué à trois reprises en équipe nationale belge, pour autant de matches joués. Il joue son premier match international le 27 mars 1960, face à la Suisse, et son dernier le 24 avril de la même année contre les Pays-Bas.

## Palmarès
- Champion de Belgique en 1958 avec le Standard de Liège
- Vainqueur de la Coupe de Belgique en 1954 avec le Standard de Liège

## Liste des sélections internationales
Le tableau ci-dessous reprend toutes les sélections de Joseph Happart. Le score de la Belgique est toujours indiqué en gras.
| Date       | Compétition  | Adversaire | Lieu      | Score | Remarque |
| ---------- | ------------ | ---------- | --------- | ----- | -------- |
| 27/03/1960 | Match amical | Suisse     | Bruxelles | 3-1   |          |
| 13/04/1960 | Match amical | Chili      | Bruxelles | 1-1   |          |
| 24/04/1960 | Match amical | Pays-Bas   | Anvers    | 2-1   |          |